# Е д'Екто
Е д'Екто (фр. Haye-d'Ectot) насеље је и општина у северној Француској у региону Доња Нормандија, у департману Манш која припада префектури Шербур-Октевил.
По подацима из 2011. године у општини је живело 243 становника, а густина насељености је износила 33,2 становника/km². Општина се простире на површини од 7,32 km². Налази се на средњој надморској висини од 70 метара.

## Демографија
| 1962. | 1968. | 1975. | 1982. | 1990. | 1999. | 2011. |
| ----- | ----- | ----- | ----- | ----- | ----- | ----- |
| 201   | 210   | 163   | 150   | 147   | 195   | 243   |

График промене броја становника у току последњих година